# Лучоса
Лучоса — річка в Білорусі у Ліозненський й Вітебському районах Вітебської області. Ліва притока річки Західної Двіни (басейн Західної Двіни).

## Опис
Довжина річки 90км км, похил річки 0,3 м/км, площа басейну водозбору 3510 км².

## Розташування
Бере початок із озера Зеленське біля села Бабиновичі. Тече переважно на північний захід і в місті Вітебськ впадає в річку Західну Двіну.

## Цікаві факти
- Річка бере початок біля Бабіновіцького заказнику[2].